# Diecezja Bridgetown
Diecezja Bridgetown (łac.: Dioecesis Pontipolitanus, ang.: Diocese of Bridgetown) – katolicka diecezja karaibska położona w południowej części tego amerykańskiego terytorium. Obejmuje swoim zasięgiem: Barbados. Siedziba biskupa znajduje się w katedrze św. Patryka w Bridgetown.

## Historia
Diecezja Bridgetown została utworzona 7 marca 1970 r. przez papieża Pawła VI z wydzielenia szesnastu parafii z Diecezji Saint George's w Grenadzie jako diecezja Bridgetwon-Kingstown. 23 października 1989 r. została ona podzielona na dwie diecezje: Bridgetown i Kingstown.

## Biskupi
- 1970–1995: bp Anthony Hampden Dickson
- 1995–2005: bp Malcolm Patrick Galt CSSp
  - 2005–2011: abp Robert Rivas OP[2]
- 2011–2017: bp Charles Jason Gordon
  - 2017–2020: abp Charles Jason Gordon[2]
- od 28 grudnia 2020: bp Neil Sebastian Scantlebury

## Główne świątynie
- Katedra św. Patryka w Bridgetown